# Plocaniophyllon flavum
Plocaniophyllon flavum är en måreväxtart som beskrevs av Townshend Stith Brandegee. Plocaniophyllon flavum ingår i släktet Plocaniophyllon och familjen måreväxter. Inga underarter finns listade i Catalogue of Life.